# Кобрин Михайло Петрович

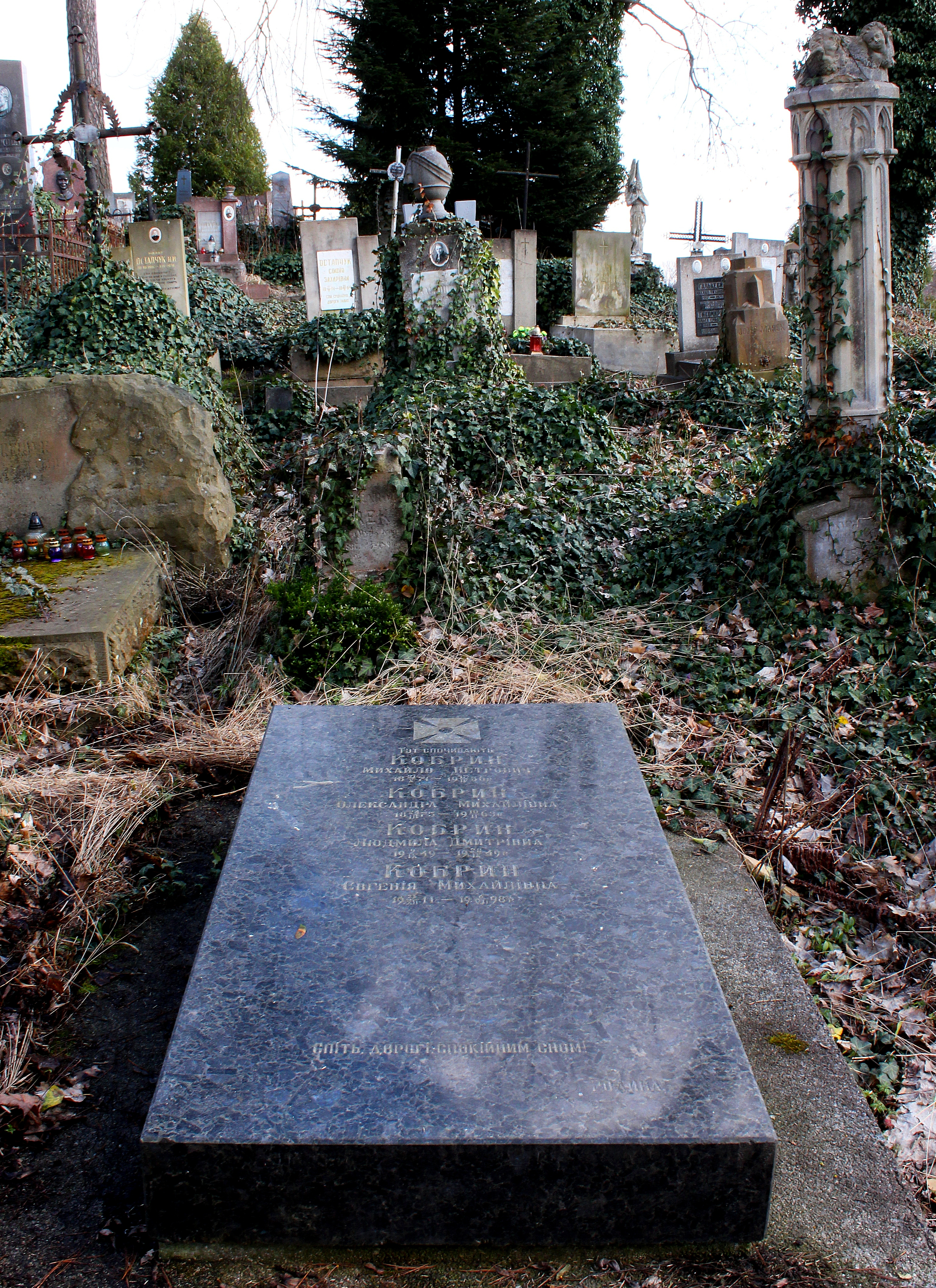

Миха́йло Петро́вич Ко́брин (пол. Mychajło Kobryn, рос. Михаи́л Петро́вич Ко́брин, 21 жовтня (2 листопада) 1871, Стужиця  Холмського повіту, нині Люблінського воєводства, Польща — 17 квітня 1956, Львів) — український богослов, професор богослов'я, релігійний і освітянський діяч, знавець стародавніх мов, автор і перекладач духовних книг — Святого Письма українською мовою.

## Життєпис
Народився у с. Стенжиця-Надвепшанська, нині гміна Красностав, Красноставський повіт, Люблінське воєводство, Польща (тоді Красноставський повіт, Люблінська губернія, Російська імперія).
Початкову освіту здобув у своєму селі, навчався в Холмській духовній семінарії РПЦ МП. У 1893 р. закінчив семінарію і став студентом Московської духовної академії РПЦ МП. У 1897 р. завершив навчання написанням дипломної роботи «День очищення в Старому Завіті». Вчена рада академії надала ступінь магістра богослів'я, саму роботу рекомендовано до друку.
Після двох років клопотань домігся призначення на посаду викладача Холмської духовної семінарії. На той час уже одружився з донькою священика з Волині Олександрою Герштанською — в сімейному житті мали шестеро дітей.
У духовній семінарії Михайло Кобрин спеціалізувався на викладанні порівняльного богослів'я та давніх мов. 1904 року керівництво Холмської Духовної семінарії доручило викладачам М. Кобрину і Г. Ольховському переглянути «Типову програму уроків з історії католицтва й унії у західній частині Російської імперії та викриття так званого уніатства».
Головував у Народно-просвітницькому товаристві Холмської Русі, був першим президентом Холмського сільськогосподарського товариства взаємного кредиту. Крім цього, входив до складу делегації православного населення Холмщини до Державної думи Російської імперії щодо виокремлення краю в окрему губернію. Єпархіальна влада залучила Кобрина до праці в єпархіальній місіонерській раді. Перед Першою світовою війною рада працювала над підготовкою до друку «Народного молитвослова» з поясненнями змісту молитов, загальної та місцевої біблійно-церковної історії.
У 1915 році викладачі і вихованці семінарії через Першу світову війну були відправлені до м. Москви. Михайло Кобрин перебував у Москві до початку 1922 року, йому вдалося повернутися. Але Духовній семінарії влада Польської Республіки не дозволила розташуватися в м. Холмі, викладачі й студенти знайшли притулок у Кременці, кафедральному місті єпископа Кременецького Діонисія (Валединського), колишнього ректора семінарії. Поляками на Холмщині було дозволено організувати лише 40 православних парафій і невелику кількість братії в Яблочинському монастирі. Восени 1922 р. Кобрин переїхав з Холма до Кременця на посаду викладача Волинської Духовної семінарії. Протягом наступних десяти років професор Кобрин читав курси богослів'я, багато зробив для створення навчальної богословської літератури українською мовою. Завдяки М. Кобрину й іншим викладачам Духовну семінарію у Кременці перетворено на українську духовну школу. На Передсоборному зібранні 1930 року інтереси православних українців представляв і професор Михайло Кобрин. Більшість у цьому органі мали москвофіли, які нівелювати здобутки українського національно-церковного руху.
Був у русі українізації в Польщі, обстоював інтереси Польської Автокефальної Православної Церкви, що призвело до конфлікту з польською владою. У 1930 р. він був секретарем президії комітету підготовки собору Польської Автокефальної Православної Церкви.
У 1931 році Михайло Кобрин залишив викладацьку роботу й вийшов на пенсію. В грудні того ж року Кобрина обрано до управи Товариства імені Петра Могили в Луцьку. Навесні 1932 р. філію товариства створено у Кременці. Перекладав богослужбові чини українською мовою. На громадських засадах працював у Товаристві імені Петра Могили, з 1934 р. і до закриття в 1938 р. Української гімназії у Кременці, в якій обіймав посаду директора гімназії. Коли у 1938 р. польська влада почала руйнувати православні церкви на Холмщині й Підляшші, професор Михайло Кобрин не мовчав. За це польська влада зарахувала професора до числа небезпечних польській державі.
З початком Другої світової війни (вересень 1939 р.) Михайла Кобрина разом з іншими відомими діячами українського церковного руху Волині поляки ув'язнили у концентраційному таборі Береза Картузька. Розгром Польщі зумовив втечу наглядачів з концтабору, а арештанти звільнилися. Місцевий священик переправив Михайла Кобрина до Кременця.
У 1943 р. переїхав до дітей у Львів. Продовжував наукову роботу, написав і підготував до друку підручники «Курс морального Богослов'я» та «Курс Догматичного Богослов'я».
У 1947—1955 рр. Михайло Кобрин співпрацював із львівським часописом «Єпархіальний вісник» (згодом «Православний вісник»), написав 24 статті богословсько-історичного і богословсько-філософського змісту.
Помер професор Михайло Петрович Кобрин 17 квітня 1956 року у Львові і похований на 50 полі Личаківського  кладовища.

## Переклади біблійних книг
Михайло Кобрин переклав з грецької мови Псалтир. Цей переклад був схвалений Комісією перекладів Святого Письма і Богослужбових Книг при Українському Науковому Інституті і виданий 1936 року у Варшаві. 
У 1941 в Луцьку виходять у його перекладі Апостол та Псалтир.
У 1942 році переклади апостольських послань і Книги Одкровення Кобрина увійшли до першого православного видання усього Нового Завіту українською мовою (разом з перекладом Євангелій Морачевського і перекладом Діянь апостолів, зредагованим Комісією перекладів Святого Письма і Богослужбових Книг).
Переклад Псалтиря Кобрина в 1990 році було передруковано з певним осучасненням мови в Молитовному Псалтирі оо. Студитів у Римі. Згодом його кілька разів перевидало видавництво «Свічадо» в Україні.